# Bedrieglijke bankbreuk
Bedrieglijke bankbreuk is een strafbaar feit waarvan sprake is als een faillissement niet het gevolg is van een tegenslag of een ongelukkige gang van zaken, maar van opzettelijke of bedrieglijke handelingen of nalatigheden.

## Nederland
In Nederland is er bedrieglijke bankbreuk wanneer de gefailleerde: 
- zijn lasten verdicht
- zijn baten niet verantwoordt
- goederen aan de boedel onttrokken heeft
- goederen om niet of beneden de waarde vervreemdt (paulianeus handelen)
- een schuldeiser bevoordeelt
- geen boekhoudingswerkzaamheden heeft verricht

Het misdrijf staat in het Wetboek van Strafrecht omschreven in artikel 341. De artikelen 342 t/m 349 beschrijven soortgelijke misdrijven van bestuurders van failliete rechtspersonen.

## België
Ook het Belgische strafrecht kende de begrippen eenvoudige bankbreuk en bedrieglijke bankbreuk, maar die werden in 1997 vervangen door de omschrijving misdrijven die verband houden met de staat van faillissement (artikel 489 tot 490 bis van het Strafwetboek). 